# アンソニー・クローラ
アンソニー・クローラ（Anthony Crolla、1986年11月16日 - ）は、イギリスの元男性プロボクサー。イングランド・マンチェスター出身。元WBA世界ライト級王者。

## 来歴
2006年10月14日、マンチェスターのマンチェスター・イブニング・ニュース・アリーナでデビュー戦を行い、4回判定勝ちを収めデビュー戦を白星で飾った。
2008年4月5日、ボルトンのボルトン・アリーナでヨセフ・アリ・ハミディと対戦し、プロ初黒星となる8回判定負けを喫した。
2010年10月2日、ボルトンのデ・ベア・ホワイツ・ホテルでアンディ・モリスとBBBofCイングランドスーパーフェザー級王座決定戦を行い、7回2分51秒TKO勝ちを収め王座獲得に成功した。
2011年2月12日、リヴァプールのリヴァプール・オリンピアでジョン・ワトソンとBBBofC英国ライト級王座決定戦を行い、9回2分35秒TKO勝ちを収め王座獲得に成功した。
2011年11月25日、マザーウェルのレイブンズクレイグ・スポーツ・センターでウィーリー・リモンドと対戦し、3-0(2者が120-108、120-109)の判定勝ちを収めBBBofC英国王座の初防衛に成功した。
2012年4月21日、オールダムでデリー・マシューズと対戦し、6回2分57秒TKO負けを喫しBBBofC英国王座の2度目の防衛に失敗、王座から陥落した。
2012年10月6日、ワンナイトトーナメントのプライズファイター 26: ライト級2に出場。1回戦は勝ち抜くも、2回戦でゲイリー・サイクスに判定負けを喫した。
2012年12月7日、マンチェスターのボウラーズ・エキシビジョン・センターでキーラン・ファレルとBBBofCイングランドライト級王座決定戦を行い、12回3-0(99-92、96-94、99-93)の判定勝ちを収めBBBofCイングランド王座の2階級制覇に成功した。
2013年3月30日、リヴァプールのエコー・アリーナ・リヴァプールでデリー・マシューズとコモンウェルスイギリス連邦ライト級王座決定戦を行い、12回1-1(115-115、113-115、115-113)の判定で引き分けた為、王座獲得に失敗した。
2013年6月29日、ボルトンのボルトン・アリーナで元WBA世界スーパーライト級王者ゲビン・リースとWBOインターコンチネンタルライト級王座決定戦を行い、12回2-0(115-115、115-113、116-113)の判定勝ちを収め王座獲得に成功した。
2013年11月23日、マンチェスターのフォンズ4uアリーナ・マンチェスターでスティーブン・フォスターと対戦し、フォスターが6回終了時に棄権した為初防衛に成功した。
2014年4月19日、マンチェスターのフォンズ4uアリーナ・マンチェスターでジョン・マレーと対戦し、10回2分20秒TKO勝ちを収め2度目の防衛に成功した。
2014年9月13日、マンチェスターのフォンズ4uアリーナ・マンチェスターで元WBC世界スーパーフェザー級王者ガマリエル・ディアスと対戦し、偶然のバッティングによりカットしたディアスの右目の上の傷が深く試合続行が不可能と判断された為、3回終了時負傷判定で引き分けたが3度目の防衛に成功した。
2014年12月17日、2015年2月23日にWBA世界ライト級王者リカルド・アブリルと対戦予定だったが、クローラが泥棒を取り押さえようとしたところ、逆襲にあいレンガで頭を殴られ頭蓋骨と足首を骨折し試合は中止となった。
2015年7月18日、マンチェスターのマンチェスター・アリーナでWBA世界ライト級王者ダーリー・ペレスと対戦し、クローラ優勢の展開の中でペレスが11回にローブローによる減点を科され、12回にもローブローによる減点を科されクローラ優勢のまま勝敗を判定に委ねる展開になったと思われたが、12回1-1（116-111、113-114、113-113）の三者三様の引き分けに終わり、王座獲得に失敗した。この試合のスコアが発表されると会場は騒然となり(逆ホーム判定の声が上がった)、WBAがこの試合のスコアカードの再点検を要請する事態となった。
2015年7月31日、WBAはペレス戦でペレスがローブローにより科された減点が2点あったことを含め、試合の勝敗を委ねられた判定がWBAがスコアカードの再点検を要請するほど物議醸す引分だった為、WBA世界ライト級王者ダーリー・ペレスとWBA世界ライト級11位のアンソニー・クローラに対し、再戦するよう指令を出した。
2015年11月10日、WBAはクローラをWBA世界ライト級9位にランクインした。
2015年11月21日、上述の再戦指令に基づきマンチェスターのマンチェスター・アリーナでWBA世界ライト級王者ダーリー・ペレスと対戦し、悶絶KOを奪う5回2分30秒KO勝ちを収め王座獲得に成功した。
2015年12月10日、WBAはクローラをWBA世界ライト級王者としてランクインした。
2016年5月7日、マンチェスター・アリーナでWBA世界ライト級暫定王者でWBA世界ライト級1位のイスマエル・バローゾと王座統一戦を行い、判定ではリードを奪われていたが、右のボディフックで悶絶KOを奪い試合終了。7回1分31秒逆転KO勝ちを収め王座統一による初防衛に成功した。
2016年9月24日、マンチェスターのマンチェスター・アリーナでWBC世界ライト級休養王者のホルヘ・リナレスと対戦し、12回0-3（113-115、114-115、111-117）の判定負けを喫しWBA王座の2度目の防衛に失敗し王座から陥落すると共にWBCダイヤモンド王座並びにリングマガジン認定王座の獲得に失敗した。
2016年10月13日、WBCはクローラをWBC世界ライト級9位にランクインした。
2016年11月1日、WBAはクローラをWBA世界ライト級4位にランクインした。
2017年3月25日、マンチェスター・アリーナでWBC世界ライト級休養王者でWBA世界ライト級王者のホルヘ・リナレスと6ヵ月ぶりに再戦し、12回0-3（3者共109-118）の判定負けを喫し6ヶ月振りの王座返り咲きに失敗した。
2017年4月10日、WBAはクローラをWBA世界ライト級9位にランクインした。同日、WBCは最新ランキングを発表しクローラをWBC世界ライト級11位にランクインした。
2017年10月7日、マンチェスターのマンチェスター・アリーナで元世界3階級制覇王者のリッキー・バーンズとライト級12回戦を行い、12回3-0（116-113、117-112、116-114）の判定勝ちを収め再起した。
2019年11月2日、マンチェスター・アリーナでフランク・ウルクィアナと対戦し10回2-0（95-95、97-93、98-92）の判定勝ちを収め有終の美を飾った。

## 獲得タイトル
- BBBofCイングランドスーパーフェザー級王座
- BBBofC英国ライト級王座
- BBBofCイングランドライト級王座
- WBOインターコンチネンタルライト級王座
- WBA世界ライト級王座（防衛1）